# Charaxes inexpectata
Charaxes inexpectata är en fjärilsart som beskrevs av Van Someren 1969. Charaxes inexpectata ingår i släktet Charaxes och familjen praktfjärilar. Inga underarter finns listade i Catalogue of Life.